# アズテック
アズテック（Aztec、ナバホ語: Kinteel）は、アメリカ合衆国ニューメキシコ州の都市。サンファン郡の郡庁所在地である。人口は6,201人（2020年）。アズテック遺跡国定記念物が近くにある。ファーミントン都市圏の一部である。

## 地理

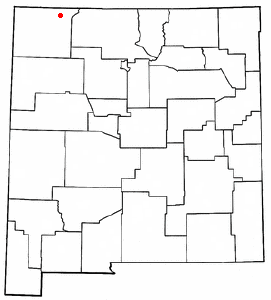
ニューメキシコ州内の位置

アズテックは北緯36度49分34秒 西経107度59分44秒 / 北緯36.82611度 西経107.99556度 (36.826046, -107.995595)に位置している。アメリカ合衆国国勢調査局によると、都市の総面積は25.4 km² (9.8 mi²)で、水面積は全体の0.82%の0.2 km² (0.1 mi²)である。

## 人口動勢
以下は2000年の国勢調査における人口統計データである。
基礎データ
- 人口: 6,378人
- 世帯数: 2,330世帯
- 家族数: 1,589家族
- 人口密度: 253.1/km² (655.7/mi²)
- 住居数: 2,545軒
- 住居密度: 101.0/km² (261.6/mi²）

人種別人口構成
- 白人: 79.23%
- アフリカン・アメリカン: 0.38%
- ネイティブ・アメリカン: 9.31%
- アジア人: 0.14%
- 太平洋諸島系: 0.13%
- その他の人種: 7.53%
- 混血: 3.29%
- ヒスパニック・ラテン系: 19.22%

世帯と家族（対世帯数）
- 世帯数: 2,330世帯
- 18歳未満の子供がいる: 35.3%
- 結婚・同居している夫婦: 50.5%
- 未婚・離婚・死別女性が世帯主: 12.5%
- 非家族世帯: 31.8%
- 単身世帯: 27.6%
- 65歳以上の老人1人暮らし: 11.5%
- 平均構成人数
  - 世帯: 2.51人
  - 家族: 3.06人

年齢別人口構成
- 18歳未満: 26.6%
- 18-24歳: 10.7%
- 25-44歳: 29.5%
- 45-64歳: 20.2%
- 65歳以上: 13.0%
- 年齢の中央値: 34歳
- 性比（女性100人あたりの男性の人口）
  - 総人口: 104.6人
  - 18歳以上: 101.1人

収入と家計
- 収入の中央値
  - 世帯: 33,110米ドル
  - 家族: 39,509米ドル
  - 性別
    - 男性: 36,845米ドル
    - 女性: 17,841米ドル
- 人口1人あたり収入: 14,750米ドル
- 貧困線以下
  - 対家族数: 14.6%
  - 対人口: 17.4%
  - 18歳未満: 20.6%
  - 65歳以上: 15.7%